# Muzeum Misyjne w Miejscu Piastowym
Muzeum Misyjne Sióstr Michalitek w Miejscu Piastowym – muzeum położone we wsi Miejsce Piastowe (powiat krośnieński). Placówka mieści się w Domu Generalnym Sióstr Michalitek przy Sanktuarium św. Michała Archanioła i bł. Bronisława Markiewicza. 
Placówka powstała w 2006 roku, a jej otwarcia i poświęcenia dokonał abp Ignacy Tokarczuk. Mieści się w czterech pomieszczeniach, w których eksponowane są zbiory pochodzące z Afryki (Libia, Kamerun). W ramach wystawy prezentowane stroje, ozdoby, maski, instrumenty muzyczne, przedmioty codziennego użytku, zabawki oraz obrazy, a także dokumentacja pracy misyjnej sióstr. Jedna z izb poświęcona jest pamięci s. Anny Kaworek - współzałożycielki Zgromadzenia i kandydatki na ołtarze. Natomiast w 2006 roku abp Edward Nowak poświęcił izbę, w której urządzona została wystawa poświęcona osobom: św. Jana Pawła II oraz bł. ks. Bronisława Markiewicza.
Zwiedzanie muzeum jest możliwe po uprzednim uzgodnieniu telefonicznym.